# 过渡湾镇
过渡湾镇，是中华人民共和国湖北省襄阳市保康县下辖的一个乡镇级行政单位。

## 行政区划
过渡湾镇下辖以下地区：
二堂村、倒座庙村、梅花村、茶庵村、罗家坪村、青滩村、过渡湾村、中厂村、鸿兴园村、白峪沟村、三汊河村、龙洞村和西梆村。